# Ryan Rua
Ryan Rua (né le 11 mars 1990 à Amherst, Ohio, États-Unis) est un ancien joueur de champ intérieur de la Ligue majeure de baseball.

## Carrière
Ryan Rua est un repêché au 17e tour de sélection par les Rangers du Texas en 2011. En ligues mineures, il joue principalement à la position de joueur de troisième but, mais évolue également au premier et au deuxième coussin.
Rua fait ses débuts dans le baseball majeur avec les Rangers le 29 août 2014 et, à son premier match, réussit contre le lanceur Jake Buchanan des Astros de Houston son premier coup sûr au plus haut niveau. Il joue au champ extérieur à ses débuts chez les Rangers et dispute 28 matchs en 2014, frappant 31 coups sûrs pour une moyenne au bâton de ,295. Il réussit deux coups de circuit dont son premier dans les majeures le 21 septembre contre le lanceur Huston Street des Angels de Los Angeles.